# Hoorneboegse Heide
De Hoorneboegse Heide is een natuurgebied gelegen ten zuiden van de bebouwde kom van Hilversum. Het gebied omvat circa 190 ha natuurgebied dat wordt beheerd door het Goois Natuurreservaat. Het gebied wordt sinds 12 mei 2004 begraasd door runderen waardoor het landschap open blijft en de voor het heidegebied specifieke vegetatie in stand gehouden wordt.
Buitenplaats "De Hoorneboeg" vormt het hoogste deel van het gebied. Hier zijn onder andere twee herenhuizen gelegen waarin een conferentiecentrum van de Remonstrantse Broederschap is gevestigd.

## Archeologie
De Hoorneboegse heide is een archeologisch monument. Er bevinden zich op de heide 15-20 grafheuvels. Ook zijn er recent raatakkers ontdekt. De ontdekking hiervan is beschreven in een artikel in Archeologica Naerdincklant. Met het hoogtebestand van Nederland (AHN2) zijn de lokale hoogteverschillen berekend. Daardoor werd een patroon zichtbaar van regelmatige vierkanten: de zogenaamde raatakkers, uit de late bronstijd tot ijzertijd (grofweg uit de periode 1000 v.Chr. - 250 n.Chr.). 
Op de gedetailleerde hoogtekaart zijn ook andere sporen uit het verleden te zien: de huidige fiets- en wandelpaden uiteraard, maar ook sporen van het plaggen van de heide, de anti-tankgracht uit de Tweede Wereldoorlog, uitwaaierende sporen van rijtuigen en postkoetsen (Hessenweg) en de meer dan 3000 jaar oude grafheuvels uit de late steentijd.

## Foto's

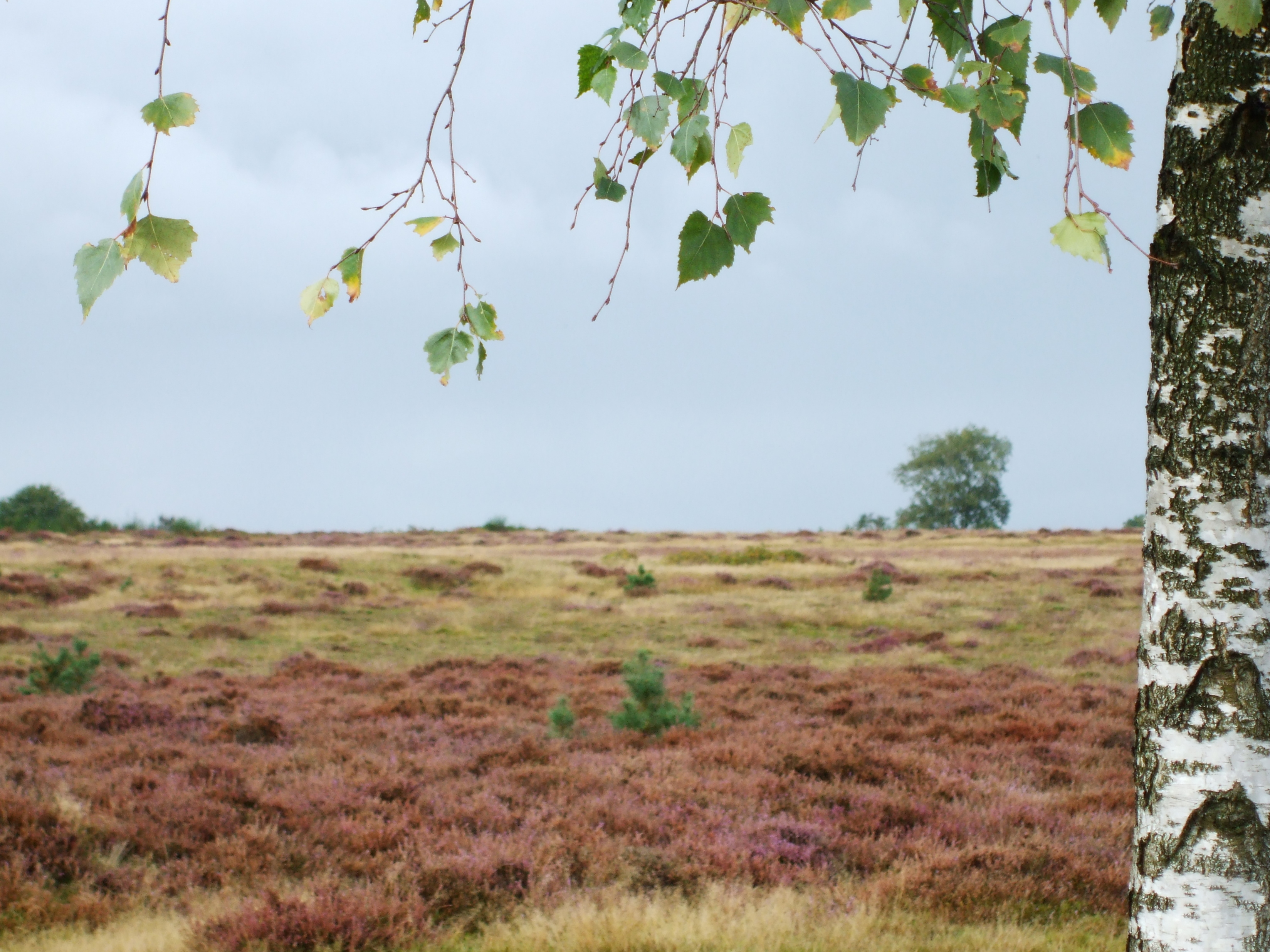
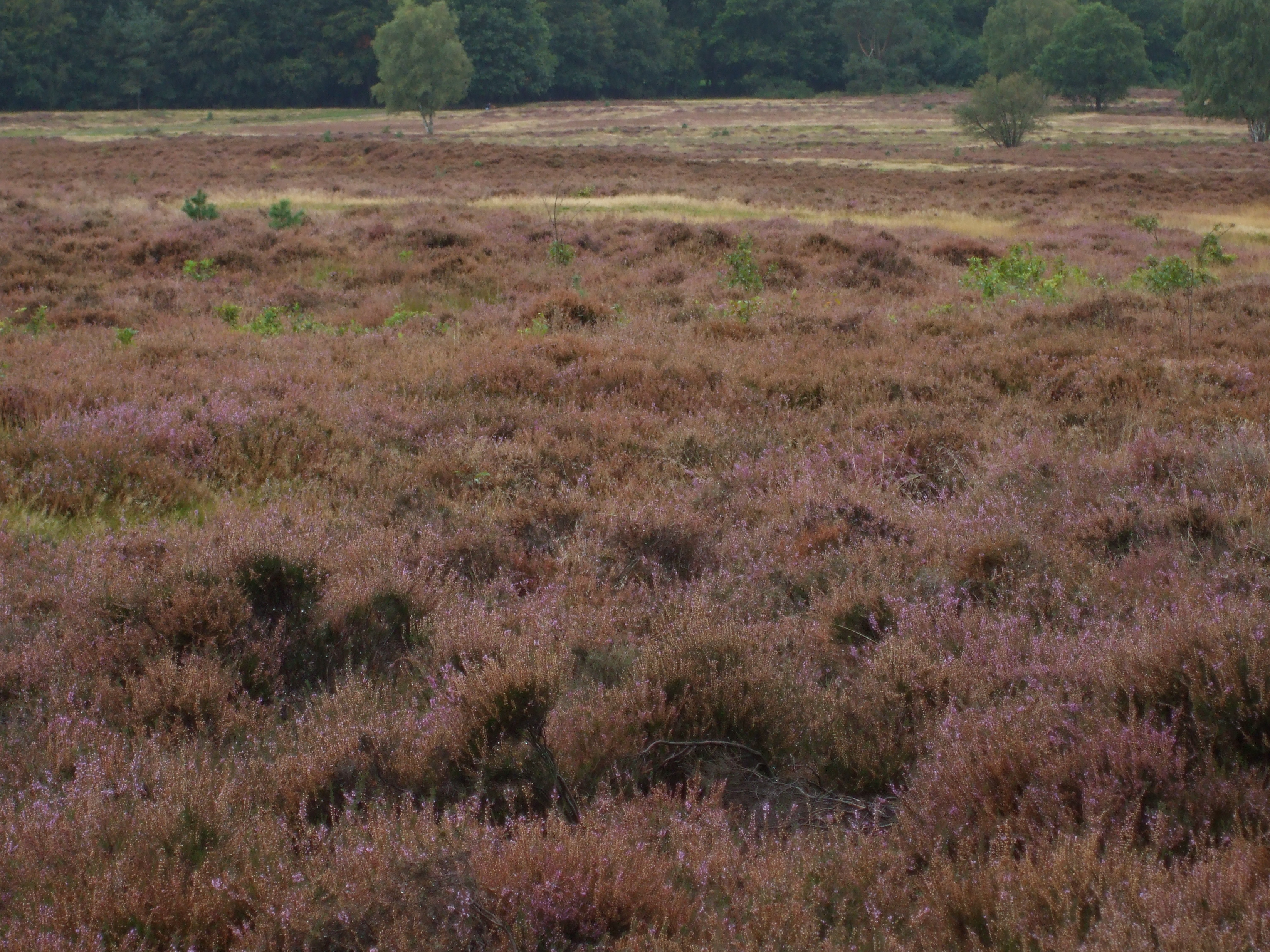
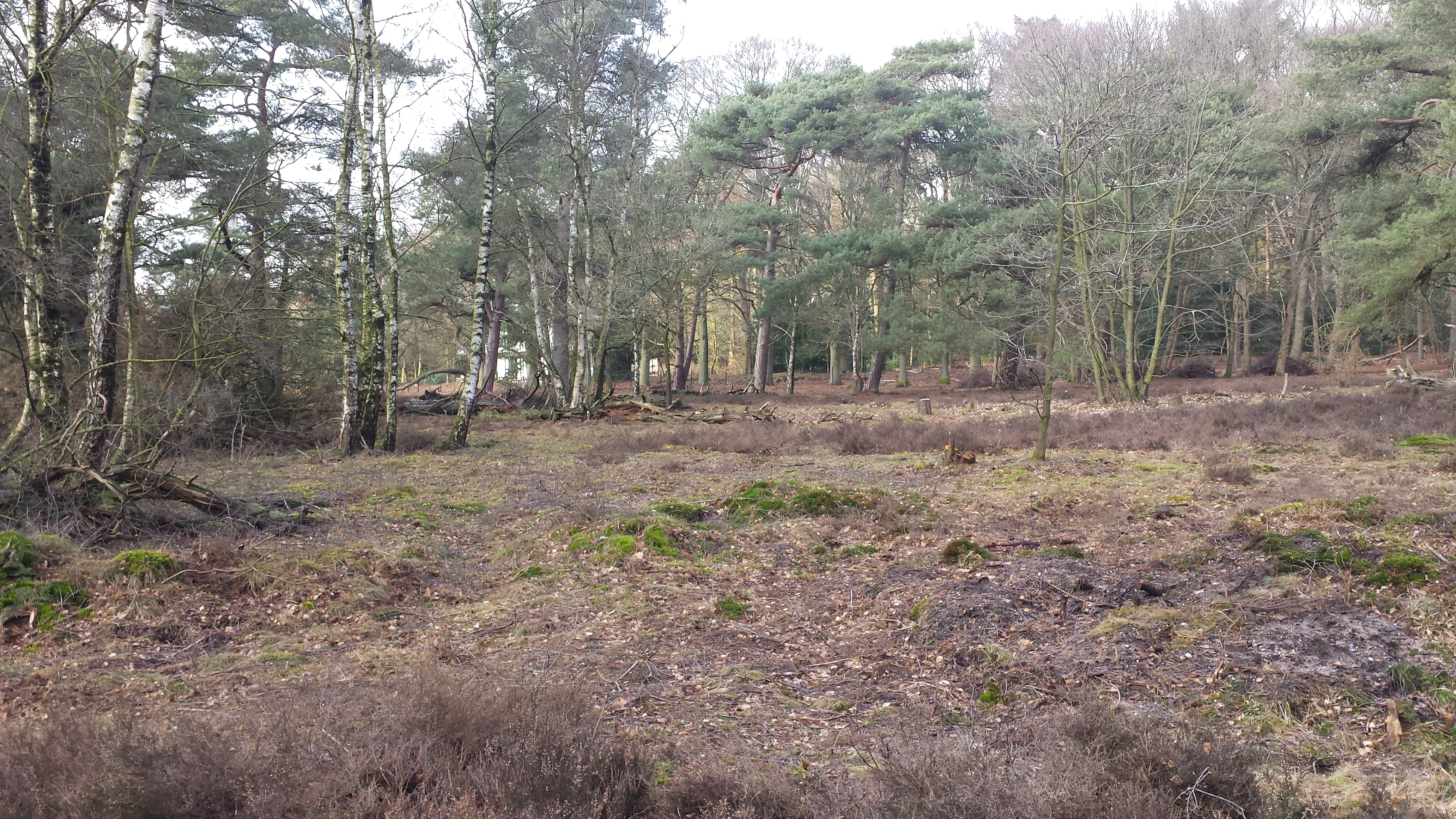